# Знаменка (Петровский район)
Знаменка — село в Петровском районе Тамбовской области России. Входит в Волчковский сельсовет. До 2009 года село являлось административным центром Знаменского сельсовета.

## География
Село расположено в западной части Тамбовской области, на реке Матыра.

### Климат
Климат умеренно-континентальный с довольно теплым летом и умеренно-холодной зимой. Средняя годовая температура воздуха +4, +5 градусов. Средняя температура воздуха в июле +20 градусов, средняя температура января — 10,5 градусов. Среднегодовое количество осадков колеблется от 450 до 500 миллиметров в год.

## История
Село впервые упоминается в документах первой ревизии 1719-1722 годов, заселено было однодворцами и крепостными крестьянами мелких помещиков. Однодворцы проживали в 11 домах. За Знаменкой числилось 35 душ «приписных» (т. е. те, которые служили в городах, а приписывались к селам и деревням). Три семьи мелких помещиков владели крепостными крестьянами, жившими в 11 домах.
В Знаменке существовало имение Рахманиновых, которое построил Герасим Иевлиевич Рахманинов - прапрадед знаменитого композитора Сергея Васильевича Рахманинова, который затем часто бывал здесь. Имение Рахманиновых разрушили в 1930-х годах. А в 1950-х уничтожили церковь вместе с кладбищем, где были погребены в том числе и Рахманиновы.

## Население
| 2002 | 2010 |
| ---- | ---- |
| 357  | ↘318 |